# Pristimantis paisa
Pristimantis paisa là một loài động vật lưỡng cư trong họ Strabomantidae, thuộc bộ Anura. Loài này được Lynch & Ardila-Robayo miêu tả khoa học đầu tiên năm 1999.

## Hình ảnh

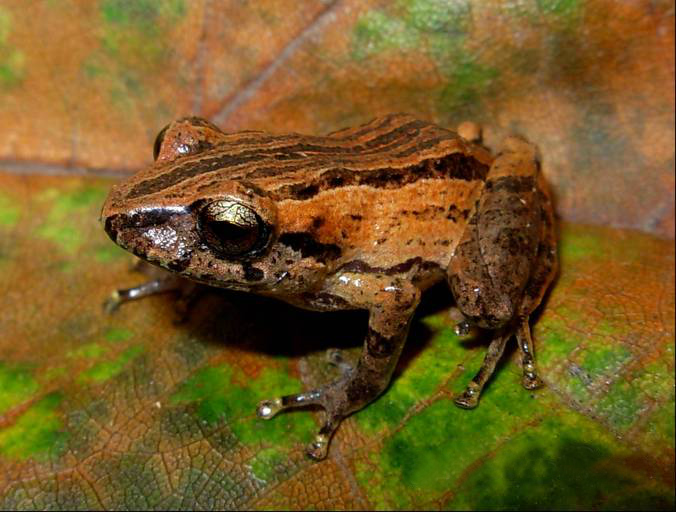